# Nonato
Raimundo Nonato de Lima Ribeiro (Viseu, 5 de julho de 1979), mais conhecido como Nonato, é um ex-futebolista brasileiro que atuava como atacante. Ídolo da torcida do Bahia, é o sétimo maior artilheiro do clube. 
Em 2016 completou 100 partidas com a camisa do Goianésia – é o primeiro jogador da história do Azulão do Vale a obter tal feito.

## Carreira

### Início
Nonato começou nas divisões de base do Tuna Luso. Ainda lá, foi descoberto pelo observador técnico do Bahia na época, Juracy Garrido. Garrido se impressionou com a capacidade que o jovem atacante tinha para marcar gols e o trouxe para a categoria júnior do Tricolor. Em seu primeiro Campeonato Baiano de júnior, ainda em 1998, Nonato foi o artilheiro da competição, com 24 gols.
No ano seguinte, ele repetiu a dose, fazendo 18 gols. As boas atuações nas preliminares nas partidas de profissionais na Fonte Nova, fizeram com que a torcida se encantasse com ele e cobrasse sua presença no time principal, o que aconteceria no ano 2000.
Em seu primeiro ano, Nonato jogou pouco, graças a uma contusão que o deixou um longo tempo parado, logo depois de ter conseguido a vaga na equipe titular. No fim deste ano, voltou ao time e marcou seus dois primeiros gols na história dos Campeonatos Brasileiros. O começo difícil seria recompensado pelas duas temporadas seguintes, onde ele foi titular absoluto e principal atacante do clube, chegando a ser o artilheiro do Tricolor de Aço do século.
Nonato é o sétimo maior goleador da história do Bahia, foi vice-artilheiro do Copa do Nordeste de 2002, com 12 gols, foi artilheiro da Copa do Brasil de 2003, marcando 9 gols.

### Passagem pela Coreia
Depois de sua saída do Bahia, Nonato teve duas excelentes temporadas na Coreia do Sul, onde foi artilheiro pelo Daegu FC e FC Seoul.

### Goiás
Retornando ao Brasil, foi campeão goiano e disputou a Libertadores pelo Goiás.

### Fortaleza
Em 2007 se transferiu para o Fortaleza, onde participou do Campeonato Cearense.

### Retorno ao Bahia
Em maio do mesmo ano, Nonato retornou ao Bahia, sendo vice-artilheiro da série C, com 19 gols, e ajudando a equipe a conquistar o acesso à série B.

### Japão e retorno ao Brasil
No início de 2008, foi vendido ao Consadole Sapporo (JPN). Jogou algumas partidas, mas não se firmou lá pois brigou com o treinador, que o cortou do elenco. Isso o fez rescindir contrato com o clube japonês, e voltar ao Brasil. Tentou voltar ao Bahia, mas alguns empecilhos por parte do clube não possibilitou o seu retorno. Assim, voltou para Goiás, onde mora sua família, à espera de um clube. Foi contratado pelo Atlético Goianiense. Depois foi contratado pelo Treze, Foi Artilheiro da Copa Paraíba, Estava se destacando na artilharia do Campeonato Paraíbano, Porém se desentendeu como a diretoria e foi dispensado, Acertou com o Goianésia, Clube da Segunda divisão de Goiás.

### Trindade
Em 2011 Nonato disputou o Campeonato Goiano de Futebol de 2011 pelo Trindade. Se transferiu para a disputa da Série D do brasileirão 2011 pela Anapolina.

### Rio Verde e Mixto
Em 2012 foi contratado pelo Rio Verde para a disputa do Campeonato Goiano de Futebol de 2012. Na sequência, foi contratado pelo Mixto para a disputa do Campeonato Brasileiro de Futebol - Série D. No jogo contra o Comercial válido pelo Campeonato Brasileiro da Série D, Nonato fez todo os quatro gols da partida e cai nas graças da torcida.

### Goianésia
Em 2013 foi defender o Goianésia Esporte Clube no campeonato Goiano de Futebol de 2013. Em 2015, participou da jogada do gol de Wendell Lira, que acabou sendo premiado como o gol mais bonito do ano.

### Retorno ao Goianésia
No fim de 2016 a diretoria do Goianésia acerta o retorno do atacante para a disputa do Goianão 2017,Nonato vestiu a camisa do clube pelo quinto ano seguido e tentará um feito inédito em 2017: ser artilheiro do estadual pelo quarto ano consecutivo. Ele é também o maior artilheiro da história do Goianésia com 70 gols em 101 jogos.

### Retorno à Anapolina
Em meados do mês de abril de 2017, Nonato foi novamente contratado para defender as cores da Associação Atlética Anapolina (Rubra) para a disputa da Divisão de Acesso á Série A do Campeonato Goiano, sendo que já havia defendido a Rubra no ano de 2011 na Série "D" do Campeonato Brasileiro. No primeiro amistoso da Rubra em 2017 foi contra o time do Luziânia/GO, em jogo realizado no dia 12 de maio de 2017, Nonato marcou o único gol da partida dando assim a vitória à Associação Atlética Anapolina.

### Aparecidense
Em novembro de 2017, foi anunciada a sua transferência para o Aparecidense/GO. Na estréia do time na Copa do Brasil de 2018, marcou um dos gols responsáveis pela eliminação do Botafogo e pela classificação do time de Aparecida de Goiânia à próxima fase.

### Vitória da Conquista
Em janeiro de 2020, foi anunciado pelo Vitória da Conquista. 

## Títulos
Bahia
- Campeonato Baiano: 1999 e 2001
- Copa do Nordeste: 2001 e 2002

Goiás
- Campeonato Goiano: 2006

Fortaleza
- Campeonato Cearense: 2007

Atlético Goianiense
- Campeonato Brasileiro - Série C: 2008

## Artilharias
Bahia
- Copa do Brasil: 2003 (9 gols)[3]

Goianésia
- Campeonato Goiano: 2014 (9 gols)
- Campeonato Goiano: 2015 (10 gols)
- Campeonato Goiano: 2016 (10 gols)

Aparecidense
- Campeonato Goiano: 2018 (9 gols)